# Laguna Tuyajto
Die Laguna Tuyajto ist ein abflussloser Salzsee, auf 4040 m ü. M. im nordchilenischen Altiplano der Anden. Der Wasserspiegel beträgt maximal 2,7 km² bei einer mittleren Tiefe von 0,35 m. Der See erhält sein Wasser aus sechs Quellen in seiner Umgebung, die sich aus dem Regen- und Schmelzwasser eines 249 km² großen Einzugsgebiets speisen. Das Klima in dieser Region ist aride mit geringen Niederschlägen von 150 bis 200 mm/a und einer hohen potenziellen Evaporation von 1500 mm/a. Die Jahresmitteltemperatur beträgt dort 1 °C.